# Cantón de Fougères-Sur
El cantón de Fougères-Sur era una división administrativa francesa, que estaba situada en el departamento de Ille y Vilaine y la región de Bretaña.

## Composición
El cantón estaba formado por ocho comunas, más una fracción de la comuna que le daba su nombre:
- Billé
- Combourtillé
- Dompierre-du-Chemin
- Fougères (fracción)
- Javené
- Lécousse
- Parcé
- Romagné
- Saint-Sauveur-des-Landes

## Supresión del cantón de Fougères-Sur
En aplicación del Decreto n.º 2014-177 de 18 de febrero de 2014, el cantón de Fougères-Sur fue suprimido el 22 de marzo de 2015 y sus 9 comunas pasaron a formar parte del nuevo cantón de Fougères-1.